# Miłocin, Voivodato de Pomerania
Miłocin [miˈwɔt͡ɕEn] (alemán: Herzberg) es un pueblo ubicado en el distrito administrativo de Gmina Cedry Wielkie, dentro de Condado de Gdańsk, Voivodato de Pomerania, en Polonia del norte. Se encuentra aproximadamente a 4 kilómetros al noroeste de Cedry Wielkie, 12 kilómetros al este de Pruszcz Gdański, y a 17 kilómetros al sureste de la capital regional Gdansk.
Para detalles de la historia de la región, véase Historia de Pomerania.
El pueblo tiene una población de 250 habitantes.